# Acidopsidae
Acidopsidae is een familie van krabben, behorende tot de superfamilie Goneplacoidea.

## Systematiek
In deze familie worden volgende onderfamilies onderscheiden: 
- Acidopsinae Števčić, 2005
- Raouliinae Števčić, 2005